# Deir al-Bersha
Deir al-Bersha (àrab: دير البرشا, Dayr al-Barxā) és un jaciment arqueològic d'Egipte, entre Beni Hassan i Tell al-Amarna.
Fou lloc d'enterrament dels senyors del nomós XV de l'Alt Egipte (Wn). Té un difícil accés per valls i rierols el principal dels quals és el Wadi Al-Nakhla, que corre en direcció sud-est; altres són el Wadi al-Bersha i el Wadi Gamusa; entre tots es troben restes d'antigues estructures que no havien estat estudiades, ja que es troben al sud de Beni Hassan i al nord de Tell al-Amarna, la coneguda ciutat del sol d'Akhenaton.
El lloc fou visitat al segle xix per capità anglès Manhles i el tinent Irby que van descriure el trasllat d'una estàtua colossal des de la pedrera de Hatnub fins al temple mortuori, que va atreure curiosos (una pintura mostra el trasllat d'una estàtua colossal de 6,5 metres i 60 tones feta córrer amb fustes per 172 homes mentre un altre tirava aigua o una altra cosa per a lubricar); després fou explorat per Percy Edward Newberry entre 1890 i 1894 i va aixecar un plànol de l'àrea; Georges Daressy el 1897 i Ahmed Kamal des del 1900 hi van fer treballs. George Reisner la va excavar breument el 1915 per compte de l'Expedició Bòston-Harvard. Els anys 80 la Dutch-American Expedition va fer també alguns treballs; el 1994 va començar l'excavació per un equip de la Universitat de Leuven (Lovaina) a Bèlgica.
Es va trobar tomba d'un governador de nom Djehutihotep (que governava durant la dinastia XII en temps d'Amenemhet II i Senusret II i III, portant el títol de Gran Senyor de la província de la Llebre), que estava en un estat molt precari, essent difícil la seva reconstrucció; enfront de la tomba hi havia tombes menors per als seus criats o treballadors. Una tomba propera era per Gua, que tenia el títol de Cap dels físics (metges). Altres tombes interessants són la del governador Djehutinakht (de la dinastia XI) descoberta per H. Lyman Story, del Museu de Bòston, el 1915, que era "príncep hereditari i controlador dels dos trons". Aparentment la seva dona es deia igual i compartia la seva tomba. Es van trobar molts objectes dins les tombes.
Després de suposar-se que només era lloc d'enterrament de l'Imperi mitjà, s'han trobat diversos monuments de l'Imperi antic i del primer període intermedi (amb tombes excavades a la roca i també restes d'ermites cristianes dels segles iii i iv. Darrerament s'ha trobat una necròpoli del segon període intermedi amb més de 100 tombes excavades a les roques. A les tombes de l'Imperi mitjà eren enterrats en lloc preeminent el governador (amb un equipament funerari rellevant), seguint després els membres més importants de la comunitat (l'equipament funerari era qualitat); en tombes més llunyanes i poc treballades s'enterrava el poble (amb un reduït equipament funerari).
La reutilització de la pedra de les tombes va destruir bona part, sobretot les decoracions, però el suficient per no poder establir l'estructura que tenien moltes d'elles. S'han trobat a les pedreres moltes inscripcions demòtiques. El 1988 es va trobar la tomba d'un governador. Les tombes decorades corresponen a l'Imperi antic, el primer període intermedi i l'Imperi mitjà, quan fou cementiri de la propera ciutat d'Hermòpolis Magna.